# Una vita tranquilla
Una vita tranquilla è un film del 2010 diretto da Claudio Cupellini, con Toni Servillo.

## Trama
Rosario Russo, napoletano cinquantenne, vive in Germania da 15 anni, gestendo un hotel-ristorante. Ha accanto la sua famiglia: la moglie tedesca Renate e il figlio Mathias. Un giorno, al ristorante si presentano due giovani napoletani, Diego ed Edoardo, di passaggio per il paese: Diego è il figlio di Rosario, che lo accoglie benevolmente (tenendo tuttavia nascosta agli altri la loro parentela) dandogli vitto e alloggio e dedicandogli parte del proprio tempo. Diego invece prova un evidente rancore nei confronti del padre, che ha lasciato la famiglia quando lui era piccolo, senza farsi più vedere. Emergono quindi inquietanti retroscena del passato di Rosario e del presente di Diego, giunto in Germania per assassinare, per conto della camorra, un industriale tedesco che sta per stipulare un contratto per lo smaltimento dei rifiuti provenienti dalla Campania.
Il padre, ignaro dei motivi per cui Diego è giunto in Germania, ma messo in allerta dal suo strano atteggiamento, lo segue nel momento dell'attentato e la sua apparizione impedisce che Diego commetta materialmente l'omicidio, di cui si occupa Edoardo. A quel punto la situazione sfugge di mano ai tre. Rosario invita il figlio a lasciare al più presto la Germania, ma Edoardo scopre la vera identità di Rosario: si tratta infatti di Antonio De Martino, malavitoso pentito e datosi alla macchia, ritenuto morto. Rosario uccide Edoardo, innescando una serie di conseguenze: il figlio lo aiuta a far sparire il cadavere dell'amico, ma non accetta la decisione di seguire le orme del padre, rifacendosi "una vita tranquilla" in Germania sotto altro nome.
Diego rapisce Mathias, il figlio di nove anni di Rosario, costringendo quest'ultimo ad andarlo a prendere in un autogrill vicino a Teano, dove poco dopo sopraggiungono due sicari della camorra, avvertiti da Diego. Mentre si avviano all'esecuzione in periferia, Diego, salito in macchina col padre, non se la sente di consegnarlo ai due camorristi e gli dice di non fermarsi. Ne nasce una sparatoria: l'auto va a sbattere contro un muro, Diego rimane ucciso mentre Rosario riesce a fuggire. Recupera Mathias e lo riporta dalla madre al ristorante, poi fugge di nuovo e parte verso Amburgo, per iniziare di nuovo un'altra vita sotto una nuova identità.

## Riconoscimenti
- 2011 – David di Donatello
  - Candidatura Miglior film a Claudio Cupellini e Fabrizio Mosca
  - Candidatura Miglior regia a Claudio Cupellini
  - Candidatura Miglior attore non protagonista a Francesco Di Leva
  - Candidatura Miglior sceneggiatura a Claudio Cupellini, Filippo Gravino e Guido Iuculano
- 2011 – Nastro d'argento[1]
  - Candidatura Regista del miglior film a Claudio Cupellini
  - Candidatura Migliore attore protagonista a Toni Servillo
  - Candidatura Miglior produttore a Filippo Gravino
  - Candidatura Miglior soggetto a Fabrizio Mosca
- 2010 – Festival Internazionale del Film di Roma[2]
  - Marc'Aurelio d'Argento per il miglior attore a Toni Servillo
  - Premio LARA a Francesco Di Leva
  - Candidatura Marc'Aurelio d'Oro per il miglior film a Claudio Cupellini
- 2011 – Bobbio Film Festival
  - Premio Migliore Attore protagonista a Toni Servillo
  - Premi Migliori Attori non protagonista a Francesco Di Leva e Marco D'Amore

## Home video
Il film è uscito in DVD il 13 aprile 2011.

## Colonna sonora

### Tracce
La colonna sonora è stata composta da Teho Teardo in collaborazione con Blixa Bargeld, con l'eccezione di Little Carol dei Jennifer Gentle. L'edizione in CD comprende le seguenti tracce:
1. A Quiet Life
2. Nemmeno io
3. Echo's Bale
4. Reverse Me
5. Hat Hat Hat
6. White Jacket
7. Mother Tongue
8. 19th St. Valencia
9. Slant Your Neck
10. Beside
11. Nemmeno tu
12. Una vita tranquilla
13. Oh, How To Do Now
14. Little Carol
15. Chains of Love